# In Square Circle
Albums de Stevie Wonder
The Woman In Red
(1984) Characters
(1987)
In Square Circle est un album de Stevie Wonder sorti en 1985 sur le label Tamla Motown. On y trouve le succès Part-Time Lover ainsi que les morceaux Go Home et Overjoyed, ce dernier ayant été écrit en 1979 pour l'album Journey Through the Secret Life of Plants puis laissé de côté pour finalement être enregistré et inclus dans cet opus.
Avec cet album, Stevie Wonder a remporté le Grammy Awards en 1985 de la meilleure performance vocale Rhythm and Blues masculine. Lors de la cérémonie, il a joué le morceau Go Home ce qui a donné lieu à une célèbre live jam session de synthétiseur avec Thomas Dolby, Herbie Hancock et Howard Jones.

## Titres
Tous les morceaux ont été écrits, produits et arrangés par Stevie Wonder.
| 1.    | Part-Time Lover               | 4:12 |
| 2.    | I Love You Too Much           | 5:27 |
| 3.    | Whereabouts                   | 4:17 |
| 4.    | Stranger on the Shore of Love | 5:00 |
| 5.    | Never in Your Sun             | 4:06 |
| 6.    | Spiritual Walkers             | 5:13 |
| 7.    | Land of La La                 | 5:12 |
| 8.    | Go Home                       | 5:18 |
| 9.    | Overjoyed                     | 3:42 |
| 10.   | It's Wrong (Apartheid)        | 6:52 |
| 49:19 |                               |      |

## Musiciens
- Stevie Wonder - Batterie et percussions, synthétiseurs, piano électrique, harpsichord, accordéon, harmonica, Yamaha CS80, vocoder, cora, chant, chœurs
- Edwin Birdsong - Yamaha CS80
- Larry Gittens - Trompette
- Bob Malach - Saxophone
- Earl Klugh - Guitare
- Ben Bridges - Guitare
- Rick Zunigar - Guitare
- Luther Vandross - Chant et chœurs
- Syreeta Wright - Chœurs
- Philip Bailey - Chœurs
- Vincent Unto - Chœurs
- Keith John - Chœurs
- Melody McCully, Billy Durham, Peter Byrne, Renee Hardaway, Darryl Phinnessee, Deniece Williams, Howard Smith, Janice Moore, Chela Akins, Carolyn Garrett, Valencia Cox, Ruthell Holmes, Ray Gibbs, Musa Dludla, Thandeka Ngono-Raasch, Linda Bottoman-Tshabalala, Muntu Myuyana, Lorraine Mahlangu-Richards, Fana Kekana, Tsepo Mokone - Chœurs
- Paul Riser - Arrangement des cordes

## Singles
- 1985 : Part-Time Lover (1er au US Pop charts, US R&B charts et US Dance, 3e au UK charts)
- 1985 : Go Home (10e au US Pop charts, 2e au US R&B charts et US Dance charts et 67e au UK charts)
- 1986 : Overjoyed (24e au US Pop charts, 8e au US R&B charts et 17e au US Dance charts)
- 1986 : Land of La La (86e au US Pop charts et 19e au US R&B charts)
- 1986 : Stranger on the Shore of Love (55e au US Pop charts)